# Belgica-ekspeditionen
Belgica-ekspeditionen var en belgisk ekspedition til kysten af Antarktishalvøen mellem 1897 og 1899. Leder af ekspeditionen var belgieren Adrien de Gerlache, mens den unge og endnu ukendte Roald Amundsen tjenestegjorde som skibsofficer. Blandt den videnskabelige stab deltog den berømte læge Frederick Cook. Belgica-ekspeditionen regnes som en af de mest betydningsfulde og vigtigste ekspeditioner til Antarktis. "Belgica", en ombygget norsk hvalfangerskude, var det første ekspeditionsskib, som overvintrede i Antarktis, og ekspeditionen markerer begyndelsen på den heroiske tidsalder for antarktisudforskning.

## Bakgrunn
I 1891 havde den svenske baron Adolf Erik Nordenskiöld, som havde erobret både nordøstpassagen og Grønlands indlandsis, prøvet at få en ekspedition til Antarktis i stand. De Gerlache havde tryglet om at få lov til at komme med, uden at han fik noget svar. Ekspeditionen blev heller ikke gennemført, og de Gerlache bestemte sig for at planlægge sin egen ekspedition. Fra 1892 arbejdede han ihærdigt for at skaffe støtte til ekspeditionen. For at forberede sig på at møde de barske forhold i syd, sejlede han på norske hvalfangerskuder og analyserede så godt som alle rejseberetninger fra polarområderne.
Til at begynde med vakte hans planer ringe interesse. Belgien var hverken en søfarts- eller polarnation, men havde derimod nylig erhvervet store områder i Afrika, Belgisk Kongo. Den belgiske konge, Leopold II, støttede derfor hellere ekspeditioner til Afrikas indre end til kysten af det uudforskede antarktiske kontinent.
I 1895 vendte imidlertid lykken. På den sjette internationale geografiske kongres i London blev det tilkendegivet, at det mystiske kontinent i syd burde udforskes med alle tilgængelige midler. Derefter dannede en række lande, herunder Storbritannien og Tyskland, institutter og organisationer for polarforskning. I denne ånd af optimisme bestemte kong Leopold II sig til også at støtte en omfattende ekspedition til Antarktis. De Gerlache havde samarbejdet med den geografiske forening i Bruxelles for at organisere en national indsamling, men det var først efter, at de belgiske myndigheder var trådt støttende til, at han var i stand til at udruste ekspeditionen.

## Organisering

### Ekspeditionsskib
Fra 1895 søgte de Gerlache personlig efter et passende skib til sin ekspedition. Han gjorde særlig fremstød i Norge, hvor han i 1896 kom over hvalfangerskuden "Patria", bygget i Svelvik i 1884. Det var et tremastet dampskib med længde på 30 meter og bredde på 7 meter. Efter en omfattende ombygning i Sandefjord, hvor blandt andet boven blev forstærket og ny dampkedel installeret, blev hun omdøbt "Belgica".

### Personel
Det skulle vise sig at være en udfordring at skaffe forskere til at deltage i ekspeditionen. De eneste kvalificerede, som meldte sig, var den rumænske zoolog og botaniker Emil Racoviță og den polske geolog, oceanograf og meteorolog Henryk Arctowski. Begge var i slutningen af 20'erne. Polakken Antoni Bolesław Dobrowolski kom uanmeldt om bord i Oostende fem dage før afrejse med en tøjbylt og nogle lagner, og bad om at måtte komme med. Han lod til at have en solid uddannelse og fik lov til at komme med som meteorologiassistent for Arctowski. Den belgiske artilleriløjtnant Émile Danco deltog også som videnskabelig assistent.
Australieren Louis Bernacchi, som havde studeret magnetisme og meteorologi ved Melbourne Observatory, var egentlig blevet udvalgt til at deltage i ekspeditionen. Han var imidlertid blevet efterladt i Australien, efter som "Belgica" undlod at anløbe Melbourne på rejsen syd over. Bernacchi reiste da til London og sikrede sig en plads på Southern Cross-ekspeditionen under Carsten Borchgrevink, som planlagde at overvintre på Kapp Adare.
Skibslægen trak sig fra ekspeditionen lige før afrejsen, og de Gerlache sendte derfor et telegram til en anden af dem, som havde søgt stillingen – Dr. Frederick Cook fra New York. Cook havde deltaget i Robert Pearys ekspedition til Nordgrønland i 1892, og accepterede straks tilbuddet fra de Gerlache. Han blev instrueret om at rejse til Rio de Janeiro for at påmønstre, når "Belgica" anløb byen.
Skibets besætning bestod af både belgiere og nordmænd. Mens belgieren Georges Lecointe var kaptajn over "Belgica", mønstrede den endnu ukendte nordmand Roald Amundsen på som førstestyrmand. Han var ankommet til Sandefjord i juli 1896 fra Arktis med "Jason" mens "Belgica" lå for udrustning, og søgte de Gerlache om at måtte deltage i ekspeditionen. Amundsen tilbød at sejle uden løn og blev anbefalet af Sandefjords-rederen Johan Bryde, belgisk konsul og agent for "Belgica".
Andenstyrmanden hed Jules Melaerts. Blandt matroserne var der fem nordmænd: Adam Tollefsen fra Heskestad, Ludvig-Hjalmar Johansen fra Moss, Engelbret Knudsen fra Porsgrunn, Carl-August Wiencke fra Kristiania og Johan Koren fra Fredrikstad. Sidstnævnte var med sine 17 år ekspeditionens yngste mand. Han havde stor interesse i zoologi og fungerede som assistent for Racoviță. Efter Belgica-ekspeditionen virkede han som feltzoolog i Arktis frem til sin død i 1919.

### Formål
De Gerlache havde til hensigt at gennemføre mere end en opdagelsesrejse til ukendt farvand. Han ønskede at finde den magnetiske sydpol, gennemføre hydrografiske observationer, måle polarlyset, tage havbundsprøver og opmåle ukendte kystlinjer.
Fartøjet var det første, som overvintrede i Antarktis, selv om det ikke indgik i den officielle plan. Der har imidlertid været spekuleret meget om, hvorvidt de Gerlache planlagde at lade skibet fryse inde i isen for at fremtvinge en overvintring og studere isdriften på samme måde, som Nansen havde gjort i Arktis på den første Fram-ekspedisjonen. Ifølge dagbogen fra matrosen Carl August Wiencke forsikrede de Gerlache ved flere anledninger om, at hensigten var at sejle så langt syd på som muligt uden at lade sig fryse fast. Der efter skulle tre af ekspeditionsmedlemmerne forlade skibet og overvintre i medbragte hytter på en dertil egnet plads.

## Ekspeditionen

### Rejsen syd over
Efter at være afsejlet fra Antwerpen den 16. august 1897, anløb "Belgica" Madeira, Rio de Janeiro og Montevideo på rejsen syd over. Ekspeditionen blev taget specielt godt imod i Rio, hvor en stor belgisk koloni fandtes. Brasilianerne var også meget interesserede i det belgiske foretagende. Den historiske og geografiske forening i Rio fik arrangeret et møde, hvor videnskabsmændene og officererne på ekspeditionen blev tilbudt medlemskab i foreningen. I Rio mønstrede også skibslægen Fredrick Cook på.
Efter at have aflagt Ildlandet et besøg fortsatte ekspeditionen til Syd-Shetlands-øerne. I januar 1898 nåede "Belgica" kysten af Graham Land. De sejlede mellem fastlandet og en lang række øer i vest, Det antarktiske arkipel, og de Gerlache navngav passagen Belgicastrædet (senere blev det omdøbt Gerlachestrædet til hans ære). Efter at have gennemført over tyve ilandstigninger og kortlagt og navngivet en række øer, krydsede de polarcirkelen den 15. februar 1898.
Det lykkedes ikke skibet at finde en vej ind i Weddellhavet, og den 28. februar blev de Gerlaches ekspedition fanget inde i isen i Bellingshausenhavet nær Peter I's Ø. De Gerlache kan med vilje have sejlet langt ind i pakisen for, at "Belgica" skulle fryse fast for vinteren. Til trods for, at mandskabet gjorde en indsats for at frigøre skibet, indså de snart, at de var tvunget til at tilbringe vinteren i Antarktis.

### Overvintring
Ekspeditionen var dårligt udstyret og havde ikke tilstrækkeligt med vinterbeklædning for alle mand. Der var knaphed på mad, og den mad, de havde, var lidt varieret. Pingviner og sæler blev dræbt og kødet lagret, før vinteren satte ind. Klæder blev syede af de materialer, som var tilgængelige. Den 17. maj begyndte mørketiden, som varede til 23. juli. De Gerlache brød sig ikke om det ferske pingvin- og sælkød og forbød sit mandskab at spise det. En række mænd begyndte at vise symptomer på skørbug, og de Gerlache og Lecointe var så dårlige, at de skrev deres testamenter. To besætningsmedlemmer viste tegn på sindssyge, og moralen var elendig. Mange mistede tilregneligheden.
Frederick Cook og Roald Amundsen overtog kommandoen, eftersom de Gerlache og Lecointe var så hårdt ramt af skørbug, at de ikke var i stand til at udføre deres opgaver. Vitamin C blev ikke opdaget før i 1920'erne, men baseret på sin erfaring med Robert Peary i Arktis var Cook overbevist om, at fersk kød var den rette medicin mod skørbug. Han hentede det frosne pingvin- og sælkød frem og insisterede på, at alle måtte spise lidt af det hver dag. Selv de Gerlache begyndte at spise kødet, og langsomt kom alle til hægterne igen.
Flere hårde måneder fulgte. Forsøg på at frigøre skibet og mandskabet fra isens greb mislykkedes. I januar 1899 var "Belgica" fortsat indespærret i to meter tyk is, og udsigterne til nok en vinter i isen blev reelle. Åbent farvand forekom omkring én kilometer borte, og Cook foreslog at lave en sejlrende for at få "Belgica" frigjort. Det afkræftede mandskab benyttede dynamit og tilgængeligt værktøj for at lave en kanal. Den 15. februar begyndte de at forflytte skibet mod åbent hav, men først den 14. marts var de frie af isen.
Ekspeditionen var tilbage i Antwerpen 5. november 1899. Forholdene havde været meget krævende, men til trods for dette var det lykkedes for ekspeditionen at indsamle en betydelig mængde videnskabeligt materiale.

## Hjemkomst og efterspil
I Antwerpen fik ekspeditionen en varm velkomst. En komite havde i flere måneder planlagt modtagelsen. Typisk for polarekspeditioner på denne tid var fejringen præget af national og regional stolthed. De belgiske myndigheder hædrede de Gerlache og hans mænd ved at tildele dem Leopoldsordenen, mens myndighederne i Antwerpen overrakte medaljer og skrev deres navn ind i byens "gyldne bog". Den første dag de satte foden på belgisk jord igen, lød La Brabançonne og nationalflaget vajede fra mange hjem. Alt i alt spillede nationalfølelse en central rolle i ekspeditionens modtagelse.
Belgica-ekspeditionen bliver fortsat anset som en af de mest betydningsfulde polarekspeditioner. Det var den første omfattende videnskabelige ekspedition til det antarktiske kontinent, og gennem den 377 dage lange drift i isen blev der for første gang gennemført omfattende meteorologiske observationer over en periode på mere end et år. Der blev indsamlet et stort antal hidtil ukendte planter og geologiske prøver, og for første gang blev strømforhold ved den antarktiske kyst undersøgt. Endvidere blev vestkysten af Den antarktiske halvø og utallige øer grundig kortlagte. Frederick Cook tog de første fotografier i Antarktis.
Den tyske biolog G. W. Müller opdagede en stor mængde nye krebsdyr-arter, som blev indsamlede under ekspeditionen, og beskrev disse efter hjemkomsten i 1906. Specielt opdagede han mange arter indenfor familien Halocyprididae.
Med erfaringerne fra Belgica-ekspeditionen kunne man skaffe sig et mere nøjagtigt billede af Antarktis. Dette var til stor nytte for senere ekspeditioner, ledet blandt andet af Ernest Shackleton, Robert Falcon Scott og Roald Amundsen.